# Sonderina humilis
Sonderina humilis är en flockblommig växtart som beskrevs av H.Wolff. Sonderina humilis ingår i släktet Sonderina och familjen flockblommiga växter. Inga underarter finns listade i Catalogue of Life.